# ۵ ژوئیه
۵ ژوئیه صد و هشتاد و ششمین (در سال‌های کبیسه صد و هشتاد و هفتمین) روز سال در گاه‌شماری میلادی است. ۱۷۹ روز تا پایان سال باقی‌است.

## زادروزها
- ۹۸۰ - موک جونگ از گوریو، هفتمین پادشاه از سلسله گوریو
- ۱۷۹۳ - پاول پستل، انقلابی روس و نظریه‌پرداز دکابریست‌ها
- ۱۸۸۱ - توماس پارنل، فیزیک‌دان اهل بریتانیا
- ۱۸۸۹ - ژان کوکتو، شاعر، نقاش، فیلمساز، نمایشنامه‌نویس و کارگردان فرانسوی،
- ۱۸۹۱ - جان هاوارد نورثروب، بیوشیمیست آمریکایی
- ۱۹۰۱ - پارک این-چون، کارآفرین کره‌ای
- ۱۹۳۶ - ریچارد استیرنز، دانشمند اهل ایالات متحده آمریکا
- ۱۹۴۵ - مایکل بلیک، فیلم‌نامه‌نویس اهل ایالات متحده آمریکا
- ۱۹۵۰ - آبراهام اسکورکا، فیزیک‌دان، و شیمی‌دان اهل آرژانتین
- ۱۹۵۱ - راجر ویکر، سیاستمدار اهل ایالات متحده آمریکا
- ۱۹۵۴ - حمدین صباحی، سیاستمدار و روزنامه‌نگار چپ‌گرای مصری
- ۱۹۵۶ - هوراسیو کارتس، رئیس‌جمهور وقت پاراگوئه، سلطان تنباکو و تاجر میلیونر،
- ۱۹۵۷ - کریس هاتچینگز، بازیکن فوتبال اهل انگلستان،
- ۱۹۶۶ - جان‌فرانکو زولا، بازیکن و مربی فوتبال اهل ایتالیا،
- ۱۹۷۵ - هرنان کرسپو، بازیکن فوتبال اهل آرژانتین
- ۱۹۸۰ - زاید خان، بازیگر و تهیه‌کننده هندی
- ۱۹۸۲ - طوبی بویوک‌اوستون، بازیگر ترکیه‌ای
- ۱۹۸۲ - آلبرتو جیلاردینو، فوتبالیست ایتالیایی
- ۱۹۸۲ - دیو هایوود، ترانه‌سرا، آهنگساز انگلیسی
- ۱۹۸۵ - اشلی یانگ، فوتبالیست انگلیسی

## درگذشت‌ها
- ۹۶۷ - امپراتور موراکامی، امپراتور ژاپن
- ۱۵۷۲ - لونگ‌چینگ، دوازدهمین امپراتور سلسله مینگ
- ۱۸۲۶ - ژوزف پروست، شیمی‌دان اهل فرانسه
- ۱۸۵۹ - چارلز کانیار د لا تور، فیزیک‌دان اهل فرانسه.
- ۱۹۰۶ - پائول درود، فیزیک‌دان اهل آلمان.
- ۱۹۲۵ - اوتو لومر، فیزیک‌دان اهل آلمان.
- ۱۹۳۴ - ماری کوری، فیزیکدان و شیمی‌دان لهستانی.
- ۱۹۴۵ - یولیوس دورپمولر، وزیر حمل و نقل آلمان نازی.
- ۱۹۶۷ – اوگوستن رنژوال، دوچرخه‌سوار اهل فرانسه (ز. ۱۸۸۲)
- ۱۹۶۹ - لئو مک‌کری، کارگردان اهل ایالات متحده آمریکا.
- ۱۹۹۵ - تاکئو فوکودا، سیاست‌مدار اهل ژاپن.
- ۱۹۹۶ - کلاید ویگاند، فیزیک‌دان اهل ایالات متحده آمریکا.
- ۲۰۰۲ - تد ویلیامز، فرد نظامی اهل ایالات متحده آمریکا.
- ۲۰۰۶ - تیرونالور کاروناکاران، زبان‌شناس، پدیدآور، مترجم، و فیلسوف اهل هند.
- ۲۰۱۱ - آرمن گیلیام، ورزشکار اهل ایالات متحده آمریکا.